# Al-Ittihad Club (féminines)
Maillots
La section féminine du Al-Ittihad Club (en arabe : نادي الاتحاد العربي السعودي لكرة القدم), appelé aussi Ittihad Djeddah ou encore Al-Ittihad, est un club féminin de football saoudien, basé à Djeddah.

## Histoire
Les Jeddah Eagles sont fondés en 2014, alors que le football féminin est encore interdit dans le royaume saoudien. Ce n'est qu'en 2019 que la première compétition est créée, un championnat de la région de Djeddah. Les Aigles remportent la compétition. En 2020, les Aigles remportent le premier championnat féminin saoudien, appelé alors Women's Football League.
En 2022, alors que l'AFC oblige les équipes masculines à avoir une section féminine pour pouvoir participer à ses compétitions et que le championnat féminin est consolidé, les Jeddah Eagles sont absorbés par l'Ittihad. Comme sa section masculine, l'équipe est détenue et contrôlée par le fonds souverain saoudien.
Lors de la saison inaugurale de Saudi Women's Premier League, en 2022-2023, l'Ittihad termine cinquième (sur huit équipes).
Au mercato estival 2023, alors que la section masculine attire des grands noms comme Karim Benzema, les féminines ne sont pas en reste et recrutent deux internationales : la Nigériane Ashleigh Plumptre et la Marocaine Salma Amani, qui viennent de briller lors de la coupe du monde. Le club recrute également au poste d'entraîneure l'ancienne internationale américaine Kelly Lindsey.

## Installations sportives
L'équipe féminine partage le centre d'entraînement et le stade Roi-Abdallah avec l'équipe masculine.